# سام ستريت
سام ستريت (بالإنجليزية: Sam Street)‏ هو لاعب كرة قاعدة أسترالي، ولد في 18 مارس 1992 في ملبورن في أستراليا.

## وصلات خارجية
- سام ستريت على موقع دوري كرة القاعدة الرئيسي (الإنجليزية)
- سام ستريت على موقعبيزبول رفرنس.كوم (الدوري الثانوي) (الإنجليزية)